# Try čarapachi
Try čarapachi (рус. Три черепахи) — альбом белорусской рок-группы N.R.M., записанный и изданный в 2000 году. В 2005 году был переиздан с ремастерингом.

## Об альбоме
Музыкальные композиции в этом альбоме чередуются с короткими смешными звуковыми зарисовками на бытовые темы («Базар», «Мобильник», «Будильник», «Хрусть и пополам», «Настройка барабанов» и др.) Наиболее популярны из этого альбома стали песни «Дед Мороз» и заглавная «Три черепахи».
Песня «Katuj-ratuj» в 2009 году была отобрана на сборник «Budzma The Best Rock / Budzma The Best Rock/New».

## Список композиций
1. Ranica
2. My žyviem nia kiepska
3. Śniadanak
4. Bamžy
5. Mahilny
6. Dzied Maroz
7. Chruść i papałam
8. Mientalnaść
9. Bazar
10. Katlet-matlet
11. Urač-urołah
12. Čystaja-śvietłaja
13. Naładka barabanaŭ
14. Try čarapachi
15. Cielepaty
16. Katuj-ratuj
17. Dastała
18. Spać, spać
19. Chudsaviet
20. P.S.

## Участники записи
- Лявон Вольский: вокал, гитара
- Пит Павлов: гитара
- Юрий Левков: бас-гитара, бэк-вокал
- Олег Демидович: ударные
- Александр Помидоров: азиатский голос в 10-м треке
- Геннадий Сырокваш: запись и сведение на студии X-Noise Factory
- Анатолий Додь: всё, что звучит между песнями, записанное на Радио Рация
- Василий Титов: дизайн обложки
- Сергей Кожемякин: фото